# Ömer Döngeloğlu
Ömer Döngeloğlu (Zile, 1 juni 1968 - Istanboel, 3 mei 2020) was een Turkse theoloog, schrijver, programmamaker en presentator. Hij stond vooral bekend om zijn religieuze programma’s op de Turkse zender Kanal 7.

## Levensloop
Döngeloğlu werd in Zile in de provincie Tokat geboren. Hij studeerde aan de Universiteit van Sakarya. Tussen 1986 en 1996 werkte hij als imam-hatip in Tokat. Hij heeft jarenlang diverse bestuurlijke functies vervuld in de publieke sector. Hij bracht veel tijd door met het onderzoeken, bestuderen en lezen van de islamitische geschiedenis en de Siyer-i Nebi.
Op 3 mei 2020 stierf Döngeloğlu aan de gevolgen van de infectieziekte COVID-19.